# ماريون بيل
ماريون بيل (بالإنجليزية: Marion Bell)‏ هي مغنية أمريكية، ولدت في 16 نوفمبر 1919 في سانت لويس في الولايات المتحدة، وتوفيت في 14 ديسمبر 1997 في كولفر سيتي في الولايات المتحدة.

## وصلات خارجية
- ماريون بيل على موقع IMDb (الإنجليزية)
- ماريون بيل على موقع قاعدة بيانات برودواي على الإنترنت (الإنجليزية)
- ماريون بيل على موقع قاعدة بيانات الفيلم (الإنجليزية)